# FAI・ゴールド・エア・メダル
FAI・ゴールド・エア・メダル(FAI Gold Air Medal)は国際航空連盟（Fédération Aéronautique Internationale, FAI）が航空の発展に貢献したパイロット、エンジニアに贈る賞である。1924年に制定され1925年から授賞が行われている。

## 受賞者一覧（一部）
| 年度           | 受賞者                                      | 国籍             | 概略                                               |
| -------------- | ------------------------------------------- | ---------------- | -------------------------------------------------- |
| 1925           | フランチェスコ・デ・ピネード                | イタリア         | イタリアから南米への飛行                           |
| 1926           | アラン・コブハム                            | イギリス         | パイロット                                         |
| 1927           | チャールズ・リンドバーグ                    | アメリカ合衆国   | 大西洋無着陸飛行                                   |
| 1928           | バート・ヒンクラー                          | オーストラリア   |                                                    |
| 1929           | デュドネ・コスト                            | フランス         | パリ-ニューヨーク大西洋逆横断                      |
| 1930           | イタロ・バルボ                              | イタリア         |                                                    |
| 1931           | フーゴー・エッケナー                        | ドイツ           | ツェッペリン飛行船船長                             |
| 1932           | フアン・デ・ラ・シエルバ                    | スペイン         | オートジャイロの発明者                             |
| 1933           | ウィリー・ポスト                            | アメリカ合衆国   | 世界一周早回り飛行                                 |
| 1934           | チャールズ・W・A・スコット                  | イギリス         |                                                    |
| 1935           | 受賞者なし                                  |                  |                                                    |
| 1936           | ジャン・メルモーズ                          | フランス         | 南大西洋横断飛行                                   |
| 1937           | ジーン・バテン                              | イギリス         | 女性パイロット                                     |
| 1938-45        | 受賞者なし                                  |                  |                                                    |
| 1946           | イーゴリ・シコールスキイ                    | アメリカ合衆国   | 航空エンジニア                                     |
| 1947           | チャック・イェーガー                        | アメリカ合衆国   | テストパイロット、音速突破                         |
| 1948-49        | 受賞者なし                                  |                  |                                                    |
| 1950           | フランク・ホイットル                        | イギリス         | ジェットエンジンの開発                             |
| 1951           | エドワード・ワーナー                        | アメリカ合衆国   |                                                    |
| 1952           | 受賞者なし                                  |                  |                                                    |
| 1953           | ジャクリーン・コクラン                      | アメリカ合衆国   | 女性パイロット、速度記録                           |
| 1954           | ジミー・ドーリットル                        | アメリカ合衆国   |                                                    |
| 1955           | モーリス・ユレル                            | フランス         | 航空エンジニア                                     |
| 1956           | ピーター・ツィス                            | イギリス         | パイロット、速度記録                               |
| 1957           | デービッド・シモンズ                        | アメリカ合衆国   | プロジェクト・マンハイ（高高度気球）のパイロット   |
| 1958           | アンドレーイ・トゥーポレフ                  | ソビエト連邦     | 航空エンジニア                                     |
| 1959           | ピエール・サトレー                          | フランス         | 航空エンジニア（シュド・カラベルの設計者）         |
| 1960           | ユーリイ・ガガーリン                        | ソビエト連邦     | 宇宙飛行士                                         |
| 1961           | ジェフリー・デハビランド                    | イギリス         | デ・ハビランド・エアクラフトの創立者               |
| 1962           | 受賞者なし                                  |                  |                                                    |
| 1963           | ジャクリーヌ・オリオール                    | フランス         | 女性パイロット、速度記録                           |
| 1964           | ウラジミール・コキナキ                      | ソビエト連邦     |                                                    |
| 1965           | ロバート・スチーブンス                      | アメリカ合衆国   |                                                    |
| 1966           | アレクサンドル・ヤコヴレフ                  | ソビエト連邦     | 航空エンジニア                                     |
| 1967           | ジョセフ・ウォーカー                        | アメリカ合衆国   | テストパイロット                                   |
| 1968           | ウラジーミル・イリューシン                  | ソビエト連邦     | テストパイロット                                   |
| 1969           | José Luis Aresti Aguirre                    | スペイン         |                                                    |
| 1970           | ディック・メリル                            | アメリカ合衆国   |                                                    |
| 1971           | Elgen M. Long                               | アメリカ合衆国   |                                                    |
| 以下一部受賞者 |                                             |                  |                                                    |
| 1974           | アレクサンドル・フェドトフ                  | ソビエト連邦     | テストパイロット                                   |
| 1975           | カーティス・ピッツ                          | アメリカ合衆国   | ピッツ・スペシャルの設計者                         |
| 1976           | ディック・ジョージソン                      | ニュージーランド | グライダーの長距離飛行記録                         |
| 1978           | ハンス＝ヴェルナー・グローゼ                | ドイツ           | グライダーパイロット                               |
| 1979           | ポール・マクレディ                          | アメリカ合衆国   | 人力飛行機の開発者                                 |
| 1982           | ポール ポベレズヌイ                         | アメリカ合衆国   | EAA（アマチュア飛行家のイベント）の設立者          |
| 1984           | J.D.R.タタ                                  | インド           | タタ航空設立者                                     |
| 1990           | サビハ・ギョクチェン                        | トルコ           | 女性パイロット、航空パイオニア                     |
| 1994           | アルバート・スコット・クロスフィールド      | アメリカ合衆国   | テストパイロット、速度記録                         |
| 1999           | ベルトラン・ピカール ブライアン・ジョーンズ | スイス イギリス  | 気球による無着陸世界一周飛行                       |
| 2002           | スティーヴ・フォセット                      | アメリカ合衆国   | 気球による記録                                     |
| 2005           | リチャード・メレディス＝ハーディ            | イギリス         | マイクロライトプレーンでのエベレストの頂上越え飛行 |